# Алексич, Срджан
Срджан «Срджо» Алексич (серб. Srđan "Srđo" Aleksić / Срђан "Срђо" Алексић; 9 мая 1966, Требине — 27 января 1993, там же) — югославский актёр-любитель, пловец и солдат Вооружённых сил Республики Сербской. Стал известен тем, что в 1993 году заступился за своего соседа, этнического бошняка-мусульманина, на которого набросились сослуживцы Алексича: в результате начавшейся драки Алексич получил несколько ударов прикладом автомата по голове, впал в кому и спустя неделю умер в больнице. Посмертно награждён множеством наград за свой поступок, который пресса называла героическим. В 2007 году вышел документальный фильм «Срджо» производства сербского телевещателя РТС.

## Биография
Срджан Алексич родился 9 мая 1966 года в городе Требине, центре одноимённой общины в Социалистической Республике Босния и Герцеговина. Мать Мира — уроженка Приедора, умерла рано. Отец — Раде, баскетбольный тренер. У Срджана был брат, который увлекался дельтапланеризмом и погиб в результате несчастного случая над Петровым полем около Требине. Срджан был актёром-любителем, лауреатом разных наград (он сыграл роль в пьесе «Сон в ратную ночь») и отличным пловцом. Во время Боснийской войны он служил в Армии Республики Сербской.
21 января 1993 года четверо солдат Республики Сербской набросились на бошняка Алена Глаговича в кафе на Площади Свободы в Требине (напротив полицейского участка) и насильно его вывели, после чего стали избивать. Глагович был соседом Алексича. Срджан, увидев случившееся, подбежал к солдатам и закричал на них, требуя прекратить избиение, но те набросились уже на Алексича и стали бить его прикладами автоматов. В результате полученных травм Алексич впал в кому и 27 января скончался в больнице. В извещении о смерти, которое получил отец Срджана Раде Алексич, сообщалось о гибели Срджана при исполнении служебных обязанностей.
Один из нападавших на Алена и Срджана погиб на фронте, трое остальных выживших получили 28 месяцев тюрьмы каждый за убийство. Адвокаты утверждали, что подсудимые поступили правильно, поскольку Алексич защищал «балию» (так презрительно называли бошняков на войне). Ален Глагович уехал в Швецию, где создал семью (жена и двое детей), однако ежегодно он посещает могилу Срджана Алексича, считая это своим человеческим и моральным долгом.

## Награды
Срджан Алексич был посмертно награждён 14 февраля 2012 году указом Президента Сербии Бориса Тадича золотой медалью Милоша Обилича «За храбрость», а также грамотой Хельсинкского правозащитного комитета Боснии и Герцеговины. Власти Боснии и Герцеговины, а также Республики Сербской рассматривали инициативы о награждении Алексича посмертно и государственными наградами, и 9 января 2013 года указом Президента Республики Сербской Милорада Додика Срджан Алексич был посмертно награждён Орденом Чести Республики Сербской с золотыми лучами. Награду принял его отец Раде.

## Память
- В 2007 году сербская телерадиокомпания РТС выпустила документальный фильм «Срджо» (название — одна из форм имени Срджан)[8].
- Требинский театр «Слово», в котором играл Алексич, поставил пьесу «Эпилог» о жизни Срджана.
- В 2011 году начались съёмки фильма «По кругу» режиссёра Срджана Голубовича[9], который вышел в 2013 году и выдвигался на премию «Оскар» за лучший фильм на иностранном языке[10].
- Власти Требине собираются увековечить память Алексича путём постановки памятника или фонтана[1].
- В Нови-Граде (община Сараево) Улица больших деревьев была переименована в 2008 году в честь Срджана Алексича. Власти заявили: «Без таких людей, как Срджан Алексич, и их героических поступков человек потерял бы надежду на человечность, а без неё наша жизнь была бы лишена смысла»[11].
- В Нови-Саде имя Срджана Алексича носит пассаж на улице Змая Йовина (Zmaj Jovina 4): там установлена мемориальная табличка. Ещё один проезд в Панчево также носит имя Алексича[5].
- Бульвар Срджана Алексича открыт 11 июля 2013 года у парка Побрежье в черногорской Подгорице, построенного в память о гражданских жертвах Югославских войн[10][12].
- В Нови-Белграде в начале 2016 года одна из улиц также была переименована в честь Срджана Алексича[10][13].
- В 2013 году Пост-конфликтный исследовательский центр в Сараево организовал конкурс имени Срджана Алексича, приглашая молодёжь со всей страны вне зависимости от происхождения поделиться историями вдохновения и героизма, чтобы сохранить дух гуманизма в молодом поколении боснийцев[14].